# Michael Svensson (politiker)
Jörgen Michael Svensson, född 20 april 1957 i Älvsereds församling i Hallands län, är en svensk politiker (moderat). Han var ordinarie riksdagsledamot 2010–2018, invald för Hallands läns valkrets. I riksdagen var han bland annat ledamot i kulturutskottet 2010–2011 och utbildningsutskottet 2014–2018.
Inför riksdagsvalet 2018 hade Svensson en fjärdeplats på valsedeln, men lämnade den 21 augusti 2018 alla politiska uppdrag efter Aftonbladets artikelserie Maktens kvitton där det redovisades felaktigheter i begärda och utbetalda ersättningar för Svenssons tjänsteresor. En förundersökning om bedrägeri inleddes men lades ner i januari 2019, då det enligt åklagaren inte gick att bevisa att Svensson haft uppsåt att begå brott utan bara varit oaktsam.